# Martynas Andriukaitis
Martynas Andriukaitis (Kaunas, 28 marzo 1981 – Riga, 4 settembre 2014) è stato un cestista lituano.
Nel 2014 ha ucciso sua moglie e poi si è suicidato.

## Palmarès
- Campionato lituano: 1

Žalgiris Kaunas: 2000-01
- Campionato lettone: 1

ASK Rīga: 2006-07